# Waterville (Minnesota)
Pour les articles homonymes, voir Waterville.
Waterville est une ville américaine située dans le Comté de Le Sueur, dans le Minnesota. Selon le recensement de 2010, sa population est de 1 868 habitants.

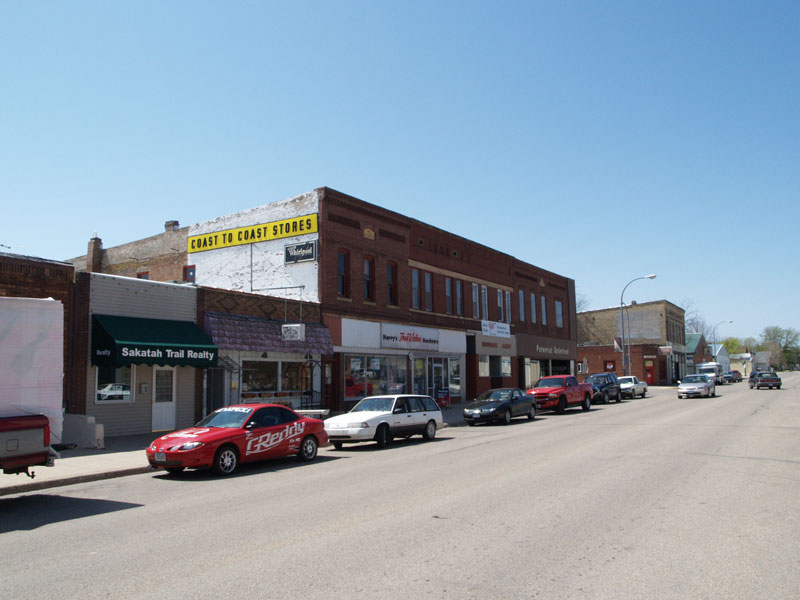
Centre-ville de Waterville, Minnesota